# Марі-Елен Лефоше
Марі-Елен Лефоше (26 лютого 1904 , VII округ Парижа  — 25 лютого 1964 , Lake Pontchartraind, Луїзіана, США ) — французька захисниця жінок і прав людини, член французького Руху Опору під час Другої світової війни. Організувала звільнення свого чоловіка з концтабору Бухенвальд після того, як він був захоплений гестапо. Була єдиною жінкою у французькій делегації на першій Генеральній Асамблеї Організації Об'єднаних Націй. Брала участь у створенні Комісії ООН зі становища жінок та була її головою з 1948 по 1953 рік.

## Біографія

### Раннє життя та освіта
Марі-Елен Постель-Віне народилася 26 лютого 1904 року в Парижі в родині Мадлен (уроджена Деломбр) і Марселя Постель-Віне. Навчалася в початковій школі в Парижі. Марі-Елен була однією з перших двох жінок, яких прийняли до Школи політичних наук і вчилася гри на фортепіано в Луврській школі. У 1925 році вона вийшла заміж за промисловця та адвоката П'єра Лефоше, з яким не мала дітей, через нещасний випадок, який вона пережила в молодості.

### Французький Руху Опору
Під час Другої світової війни П'єр та Марі-Елен Лефоше стали важливими членами французького Руху Опору. Їхня квартира в Парижі була осередком підпілля і штаб-квартирою організації, яка готувала пакунки для політв'язнів та їхніх сімей. З весни 1942 року Лефоше спілкувалася з Івонн Чурн, яка розповсюджувала книги у в'язницях. Їм вдалося налагодити систему спілкування з паризькими в'язнями та передати інформацію сім'ям ув'язнених у секретних ізоляторах. Їхня система привела до створення Комітету соціальних досліджень Руху опору (COSOR). Вона працювала віце-президентом Паризького відділення Комітету національного визволення Франції. У березні 1944 року Лефоше стала представником Комітету визволення Парижа CMO.
П'єр Лефошо був заарештований СД у червні 1944 року і депортований поїздом до Німеччини в серпні. Марі-Елен поїхала за потягом на своєму велосипеді, щоб побачити його у засланні. Вона доїхала за ним до Бар-ле-Дюка, сподіваючись звільнити чоловіка згідно з угодами з Нордлінгом. Пізніше вона дізналася, що її чоловік був ув'язнений у концтаборі Бухенвальд і домовився про зустріч з керівником гестапо в Меці. Вона переконала його перевести П'єра до Меца. Його він залишив, коли місто опустіло через наступ союзницького фронту, і на початку вересня вони возз'єдналися.
Після війни Марі-Елен Лефоше була нагороджена Національним орденом Почесного легіону, Воєнним хрестом та Медаллю Опору з офіцерською розеткою. Її чоловік став керівником автомобільного бренду Renault.

### Політична кар'єра та робота в ООН
Після звільнення Франції Лефоше було обрано до Установчих зборів Тимчасового уряду Французької Республіки, у складі Організації Civile et Militaire. У 1945 році вона повернулася до Установчих зборів як депутат, а також була обрана до Муніципальної ради Парижа, де працювала на посаді віце-президента. У 1946 році, після прийняття нової конституції, Лефошо увійшла до складу першої Ради Четвертої Французької Республіки.
Потім Лефоше стала членом французької делегації в Організації Об'єднаних Націй. Вона була єдиною жінкою у делегації Франції на інавгураційній сесії Генеральної Асамблеї Організації Об'єднаних Націй у 1946 році та однією з п'ятнадцяти членів-засновників Комісії ООН зі становища жінок. У 1946 році Національні збори призначили її членом Ради Республіки. Вона залишилася в Раді Республіки лише одну сесію і пішла у відставку в 1947 році, щоб приєднатися до Асамблеї Французького Союзу. Лефоше була сенатором (MRP) під час Четвертої республіки.
Лефоше була засновницею Асоціації жінок Французького Союзу, яка займалася питаннями добробуту алжирців та африканців. Щодо організації, вона зауважила: «Ми повинні бачити, що іншим жінкам в інших частинах світу допомагають і заохочують».
Лефоше була президентом Національної ради французьких жінок з 1954 по 1964 рік. Її чоловік загинув в автомобільній аварії в 1955 році, і після його смерті вона стала представником Франції в комісії зі становища жінок Організації Об'єднаних Націй, одному з комітетів Економічної та Соціальної Ради, де вона обійняла посаду президента. У 1957 році її обрали президентом Міжнародної ради жінок. З 1959 по 1960 рік була віце-президентом Асамблеї Французького союзу, представляючи метрополію Франції.

### Смерть і спадщина
Лефоше померла 25 лютого 1964 року, повертаючись до Нью-Йорка, коли її літак, що летів рейсом 304 Eastern Air Lines, розбився невдовзі після зльоту з Нового Орлеана.
Після її смерті Міжнародна рада жінок зазначила:

Мадам Лефоше мала державницький розум, незламний бойовий дух за просування жіночої освіти, прав і громадянських обов'язків, гостре відчуття стратегії та тактики, додавши "у своїй невпинній роботі на користь жінок усіх рас, як представник французького уряду у складі Комісії ООН зі становища жінок, її діяльність у Комісії ООН з прав людини, і під час її головування в ICW, її досягнення були видатними.
Роль Лефошо у звільненні Франції та її порятунку свого чоловіка згадувалася у фільмі 1966 року Чи горить Париж? Пізніше для допомоги африканським жінкам був створений Фонд Марі-Елен Лефошо.